# Torneo de Acapulco 2021
El Abierto Mexicano Telcel 2021 fue un evento de tenis profesional de la categoría ATP 500 que se jugó en pistas duras. Se trató de la 28.a edición del torneo que forma parte del ATP Tour 2021. Se disputó en Acapulco, México del 15 al 20 de marzo de 2021 en el Princess Mundo Imperial.

## Distribución de puntos
| Modalidad            | Campeón | Finalista | Semifinales | Cuartos de final | 2.ª ronda | 1.ª ronda | Clasificados | 2.ª ronda de clasificación | 1.ª ronda de clasificación |
| Individual masculino | 500     | 330       | 200         | 100              | 50        | 0         | 25           | 13                         | 0                          |
| Dobles masculino     | 500     | 300       | 180         | 90               | –         | –         | 45           | 25                         | 0                          |

## Cabezas de serie

### Individuales masculino
| Tenista               | Ranking | Preclasificado |
| Stefanos Tsitsipas    | 5       | 1              |
| Alexander Zverev      | 7       | 2              |
| Diego Schwartzman     | 9       | 3              |
| Milos Raonic          | 15      | 4              |
| Grigor Dimitrov       | 17      | 5              |
| Fabio Fognini         | 18      | 6              |
| Félix Auger-Aliassime | 19      | 7              |
| Casper Ruud           | 25      | 8              |

- Ranking del 8 de marzo de 2021.[2]

### Dobles masculino
| Tenistas                            | Ranking | Preclasificado |
| Marcel Granollers Horacio Zeballos  | 18      | 1              |
| Jamie Murray Bruno Soares           | 25      | 2              |
| Pierre-Hugues Herbert Nicolas Mahut | 30      | 3              |
| Rajeev Ram Joe Salisbury            | 32      | 4              |

## Campeones

### Individual masculino
Alexander Zverev venció a  Stefanos Tsitsipas por 6-4, 7-6(7-3)

### Dobles masculino
Ken Skupski /  Neal Skupski vencieron a  Marcel Granollers /  Horacio Zeballos por 7-6(7-3), 6-4